# Flemming Vejsnæs
Flemming Vejsnæs født 1961 er en tidligere dansk atlet. Han var medlem af Aabenraa IG .
Flemming Vejsnæs er biolog og arbejder i dag som biavlskonsulent hos Danmarks Biavlerforening.

## Danske mesterskaber
- Guld Orienteringsløb DM Gribskov Klassisk H 15-16 Nr. 1
- Guld Orienteringsløb DM-nat Gråsten 30. september 1978 H17-18 Nr. 1
- Guld 1982 Højdespring 2,09

## Personlig rekord
- Højdespring: 2,09 1982